# Мамбетов Рустем Ікрамович
Рустем Ікрамович Мамбетов (рос. Рустем Икрамович Мамбетов; нар. 15 липня 1973, Душанбе, Таджицька РСР) — російський борець греко-римського стилю, срібний та бронзовий призер чемпіонатів Європи. Заслужений майстер спорту Росії (2005).

## Біографія
Боротьбою почав займатися з 1988 року в Душанбе. Після закінчення Таджицького технікуму фізичної культури у 1991 році переїхав до Санкт-Петербурга, де поступив до Національного державного університету фізичної культури, спорту і здоров'я імені П. Ф. Лесгафта. Виступав за команду СКА Санкт-Петербург. Виграв чемпіонат Росії 1999 року. Був зарахований до збірної Росії. Двічі ставав призером чемпіонатів Європи. Ще раз став чемпіоном Росії у 2003 році. Після закінчення активних виступів на борцівському килимі у 2004 році перейшов на тренерську роботу. Працював тренером-викладачем Санкт-Петербурзького державного освітнього закладу додаткової освіти дітей спеціалізованої дитячо-юнацької спортивної школи олімпійського резерву «Комплексна школа вищої спортивної майстерності». Став старшим тренером збірної команди Санкт-Петербурга зі спортивної боротьби. Працював старшим тренером головної команди Росії з греко-римської боротьби. Відповідав за вагову категорію 71 кг. Був призначений головним тренером юніорської збірної Росії з греко-римської боротьби. Заслужений тренер Росії (2010).

## Спортивні результати на міжнародних змаганнях

### Виступи на Чемпіонатах світу
| Змагання                        | Збірна | Вагова категорія                 | Місце |
| ------------------------------- | ------ | -------------------------------- | ----- |
| Чемпіонат світу з боротьби 2002 | Росія  | греко-римська боротьба, до 60 кг | 10    |

### Виступи на Чемпіонатах Європи
| Змагання                         | Збірна | Вагова категорія                 | Місце  |
| -------------------------------- | ------ | -------------------------------- | ------ |
| Чемпіонат Європи з боротьби 1997 | Росія  | греко-римська боротьба, до 58 кг | 9      |
| Чемпіонат Європи з боротьби 2002 | Росія  | греко-римська боротьба, до 60 кг | Срібло |
| Чемпіонат Європи з боротьби 2003 | Росія  | греко-римська боротьба, до 60 кг | Бронза |

### Виступи на Кубках світу
| Змагання                    | Збірна | Вагова категорія                 | Місце |
| --------------------------- | ------ | -------------------------------- | ----- |
| Кубок світу з боротьби 2003 | Росія  | греко-римська боротьба, до 66 кг | 5     |
| Кубок світу з боротьби 2003 | Росія  | греко-римська боротьба, до 60 кг | 5     |

### Виступи на інших змаганнях
| Змагання                                | Збірна | Вагова категорія                 | Місце  |
| --------------------------------------- | ------ | -------------------------------- | ------ |
| Кубок Вантаа з боротьби 1995            | Росія  | греко-римська боротьба, до 62 кг | Бронза |
| Кубок Вантаа з боротьби 1996            | Росія  | греко-римська боротьба, до 62 кг | Срібло |
| Кубок Вантаа з боротьби 1997            | Росія  | греко-римська боротьба, до 63 кг | 6      |
| Кубок Вантаа з боротьби 1998            | Росія  | греко-римська боротьба, до 58 кг | Срібло |
| Всесвітні ігри військовослужбовців 1999 | Росія  | греко-римська боротьба, до 58 кг | Золото |

## Нагороди
- Нагрудний знак «За заслуги в розвитку фізичної культури і спорту Санкт-Петербурга», премія Уряду Санкт-Петербурга «За внесок у розвиток фізичної культури і спорту Санкт-Петербурга» (2011).[4]
- Почесна грамота Президента Російської Федерації (2013).[5]